# Pseudomonas
Pseudomonas es un género de bacilos rectos o ligeramente curvados, Gram negativos, oxidasa positivos, aeróbicos estrictos aunque en algunos casos pueden utilizar el nitrato como aceptor de electrones. El catabolismo de los glúcidos se realiza por la ruta de Etner-Doudoroff y el ciclo de los ácidos tricarboxílicos. Algunos miembros del género son psicrófilos, mientras que otros sintetizan sideróforos fluorescentes de color amarillo-verdoso con gran valor taxonómico. Es común la presencia de plásmidos y no forman esporas.
Con el análisis de secuencias del RNAr 16S, se han definido la taxonomía de muchas especies bacterianas y como resultado, el género Pseudomonas incluyen algunas cepas clasificadas anteriormente dentro de Chryseomonas y Flavimonas. Otras cepas clasificadas previamente en el género Pseudomonas, ahora son agrupadas en los géneros Burkholderia y Ralstonia. Más recientemente, la disponibilidad de las secuencias genómicas de estas bacterias ha permitido una clasificación más correcta de sus especies, dando lugar a la creación de diversos nuevos géneros previamente englobados dentro de Pseudomonas (ej. Denitrificimonas, Neopseudomonas, Parapseudomonas).

## Historia
Pseudomonas literalmente significa «falsa unidad», derivado del griego pseudo (ψευδο 'falso') y monas (μονάς / μονάδα 'una sola unidad'). El término «monada» se usaba en la microbiología antigua para nombrar a los organismos unicelulares.
Debido a su amplia distribución en la naturaleza, las Pseudomonadaceae fueron observadas en los inicios históricos de la microbiología. El nombre genérico Pseudomonas creado para estos organismos estaba definida en términos relativamente vagos en 1894, como el género de bacteria gram negativa, bacilos con flagelo polar. Poco después, un gran número de especies eran asignadas al género. Las pseudomonadaceae eran aisladas de un variado número de nichos ecológicos de modo que un grandísimo número de especies recibían el nombre del género. Nuevas metodologías y la aparición de abordajes basados en los estudios de macromoléculas conservadas entre diversos organismos, han reclasificado a muchas especies.
La Pseudomonas aeruginosa ha estado aumentando como un reconocido patógeno oportunista emergente en la relevancia clínica. Varios estudios epidemiológicos diferentes indican además que la resistencia a antibióticos ha venido incrementando entre muestras clínicas.
En el año 2000, se determinó el genoma completo de una especie de Pseudomonas y más recientemente se han determinado las secuencias de otras especies, incluyendo P. aeruginosa cepa PAO1 (2000), P. putida KT2440 (2002), P. fluorescens Pf-5 (2005), P. syringae pathovar tomato DC3000 (2003), P. syringae pathovar syringae B728a (2005), P. syringae pathovar phaseolica 1448A (2005), P. fluorescens PfO-1, P. entomophila L48. gta y P. balearica DSM 6083T (2014).

## Características
Los miembros de este género generalmente son móviles gracias a uno o más flagelos polares que poseen, son catalasa positivos y no forman esporas. Algunas especies sintetizan una cápsula de exopolisacáridos que facilita la adhesión celular, la formación de biopelículas y protege de la fagocitosis, de los anticuerpos o del complemento aumentando así su patogenicidad.
Otras características que tienden a ser asociadas con las especies de Pseudomonas -con algunas excepciones- incluye la secreción de pioverdina (fluorescein), un sideróforo fluorescente de color amarillo verdoso bajo condiciones limitadas de hierro. Algunas especies pueden producir otros sideróforos, tales como la piocianina por la Pseudomonas aeruginosa y tioquinolobactina por Pseudomonas fluorescens. Las especies de Pseudomonas son típicamente oxidasa positivas, con ausencia de formación de gas a partir de glucosa, son hemolíticas (en agar sangre), prueba del indol negativas, rojo de metilo negativas y Voges Proskauer negativas.
El género demuestra una gran diversidad metabólica, y consecuentemente son capaces de colonizar un amplio rango de nichos. Son de fácil cultivo in vitro y ampliamente disponibles en número, por lo que ciertas cepas son excelentes para investigaciones científicas, por ejemplo, P. aeruginosa y su rol como patógeno oportunista de humanos, el patógeno de plantas P. syringae, la bacteria de tierra P. putida y la P. fluorescens que promueve el crecimiento de plantas.

### Estructura antigénica
Los factores de virulencia de la estructura celular incluyen antígenos somáticos O y flagelares H, fimbrias y cápsula de polisacáridos. Producen enzimas extracelulares como elastasas, proteasas y dos hemolisinas: fosfolipasa C termolábil y un lipopolisacárido termoestable. La exotoxina A bloquea la síntesis de proteínas responsable de la necrosis tisular. En aves se refiere al uso contaminado de agua.

### Cultivo
Las Pseudomonas crecen en medios simples. En caldo crecen abundantemente formando un anillo y un sedimento de color verde azulado. En agar simple forman colonias brillantes, confluentes, de borde continuo y a veces ondulado con un centro opaco. En algunas cepas, el pigmento (piocianina) se difunde en el medio dándole una tonalidad azul verdosa. Este pigmento tiene cualidades bactericidas sobre otras bacterias Gram positivas y Gram negativas.

## Hábitat
Las especies del género Pseudomonas son organismos ubicuos, bacterias gram negativas que se encuadran dentro del grupo γ de las proteobacterias. Se han aislado bacterias de este género tanto en suelos limpios como en suelos contaminados por productos biogénicos y xenobióticos. También son microbiota predominante en la rizosfera y en la filosfera de plantas; del mismo modo, se han aislado de ambientes acuáticos, tanto de agua dulce como de aguas marinas. También se encuentran comúnmente asociadas a escarabajos de la corteza. 
En general inocuas para el hombre también existen: patógenos oportunistas como P.aeruginosa; patógenos de animales y patógenos de plantas como P.syringae.
Este género es uno de los más proclives a la degradación de compuestos orgánicos, especialmente cepas de la especie Pseudomonas putida. El amplio potencial catabólico de los componentes del género viene dado en muchos casos por la presencia de determinantes plasmídicos y transposones autotransmisibles. La ubicuidad de las bacterias del género Pseudomonas y su capacidad para explotar una amplia variedad de nutrientes refleja un sistema de adaptación al medio ambiente que no encuentra parangón en las bacterias de otros géneros.
Las cepas del género Pseudomonas son capaces de procesar, integrar y reaccionar a una amplia variedad de condiciones cambiantes en el medio ambiente, y muestran una alta capacidad de reacción a señales físico-químicas y biológicas. Son capaces de producir una gran diversidad de metabolitos secundarios, siendo gran parte de ellos péptidos no ribosomales. Se han descrito cepas capaces de adquirir resistencia a metales pesados, disolventes orgánicos y detergentes, lo cual les permite explotar una amplia gama de fuentes de carbono como nutrientes, así como colonizar ambientes y nichos que difícilmente son colonizables por otros microorganismos. Por ello no es sorprendente que se considere a las bacterias del género Pseudomonas un paradigma de versatilidad metabólica, y microorganismos claves en el reciclado de materia orgánica en los compartimentos aeróbicos de los ecosistemas, jugando, por tanto, un papel esencial en la mejora y el mantenimiento de la calidad medioambiental. Además de su uso en biodegradación las especies del género Pseudomonas se emplean en distintos procesos industriales, tales como la fabricación de bioplásticos o en técnicas de biocontrol. La posición taxonómica de las distintas especies del género se encuentra sujeta a revisión.

## Patogenia

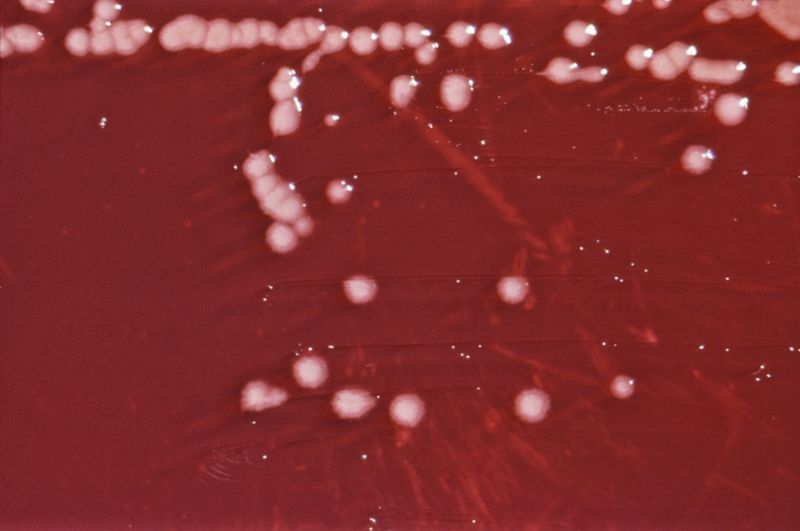
Cultivo bacteriano de Pseudomonas aeruginosa en una placa de agar Xilosa Lisina Desoxicolato Sódico (XLD).

### Patógenos humanos
P. aeruginosa es un patógeno oportunista humano, más comúnmente afecta a pacientes  inmunodeprimidos, tales como aquellos con fibrosis quística o sida. Estas infecciones pueden afectar a muchas partes del cuerpo, pero típicamente afectan las vías respiratorias, siendo una de las causas más frecuentes de  las neumonías bacterianas nosocomiales. El tratamiento de dichas infecciones puede ser difícil debido a la frecuente y repetitiva resistencia antibiótica.
P. oryzihabitans puede también ser un patógeno humano, aunque las infecciones son raras. Puede causar peritonitis, endoftalmitis, septicemia y bacteriemia. Síntomas similares, aunque poco frecuentes, pueden ser vistos con P. luteola.
P. plecoglossicida es una especie patógena de peces, causando ascitis hemorrágica en los peces Ayu (Plecoglossus altivelis). P. anguilliseptica es también un patógeno en los peces.
Debido a su actividad hemolítica, las especies que no son patógenas pueden ocasionalmente causar problemas clínicos, en particular en la infección de transfusiones de sangre.
Las Pseudomonas, por ser bacterias hidrófilas, han estado involucradas en otitis externa en particular asociada al agua, como es el caso del oído de nadador crónico o aquellas provocadas por la inserción de objetos penetrantes en el oído.

### Patógenos de plantas
P. syringae es un patógeno prolífico de plantas. Existe en más de 50 variantes, muchas de las cuales muestran un alto grado de especificidad en las plantas. Hay numerosas especies de otras Pseudomonas que pueden actuar como patógenos de las plantas, aunque la P. syringae es la más distribuida y mejor estudiada por los fitopatologos.
Aunque no es un patógeno estrictamente de plantas, P. tolaasii puede ser un gran problema agrícola, debido a que causa manchas bacterianas de setas cultivadas. Similarmente, P. agarici puede causar laminillas gotosas en ciertas setas.